# Lambrakis Press Group
Lambrakis Press Group (грец. Δημοσιογραφικός Οργανισμός Λαμπράκη, ΔΟΛ) — був грецьким медіа-холдинг, заснованим 1957 року грецьким підприємцем Христосом Ламбракісом. Lambrakis Press Group належали найбільш популярні та впливові грецькі ЗМІ, зокрема газети Та Неа, То Віма, портал новин in.gr. Деякий час Lambrakis Press Group належав телевізійний канал Mega Channel.
11 липня 2019 року суд першої інстанції в Афінах визнав холдинг банкрутом.